# Vlag van Italië
De vlag van Italië is een driekleur die bestaat uit drie even brede verticale banen, vanaf de stok in de kleuren groen, wit en rood. De vlag werd op 18 juni 1946 aangenomen. Voor gebruik op zee moet de witte baan voorzien zijn van het gecombineerde wapen van de vier zeevarende republieken die later deel uitmaakten van Italië. Pas in maart 2003 is bepaald welke tint de kleuren precies hebben en in 2006 zijn deze kleuren aangepast naar de huidige.

## Symboliek
De eerste politieke entiteit die een groen-wit-rode vlag gebruikte, was de Cispadaanse Republiek in 1796. Groen, wit en rood zijn traditionele Milanese kleuren, maar het is de vraag in hoeverre de totstandkoming van de Italiaanse vlag daarvan is afgeleid. Rood en wit zijn afkomstig van het Milanese wapenschild (en later de vlag), dat een rood kruis op een witte achtergrond toont. Groen was de kleur van de Milanese burgerwacht.
Het ontwerp van de vlag is afgeleid van de vlag van Frankrijk, waarbij het blauw van de Franse vlag werd vervangen door groen. Er is geen officiële symboliek aan de kleuren toegekend.
Sommige Italianen hebben geprobeerd een symbolische betekenis aan de kleuren te geven.
- Een algemeen aanvaarde betekenis:
  - groen staat voor de heuvels en vlakten,
  - wit voor de besneeuwde Alpen en dier gletsjers
  - rood voor het bloed dat vergoten is bij het verenigen van de Italiaanse gebieden.

- Er is ook een uitleg die naar de Italiaanse keuken verwijst:
  - groen staat voor basilicum,
  - wit voor mozzarella
  - rood voor tomaat.

- Een derde type symboliek verwijst naar teleologische deugden:
  - groen staat voor hoop,
  - wit voor overtuiging
  - rood voor liefdadigheid.

### Maritieme vlaggen

Geus van Italië

Bij maritieme vlaggen wordt in de witte baan nog een wapen in vier kwartieren getoond, van de vier belangrijkste repubbliche marinare (zeevarende republieken) die deel uitmaken van Italië: Venetië (vertegenwoordigd door de leeuw, eerste kwartier), Genua (rechtsboven), Amalfi (derde kwartier), en Pisa (vertegenwoordigd door hun respectievelijke kruissymbolen).
De dienstvlag en de oorlogsvlag ter zee hebben boven dit wapen een kroon. Merk op dat de Leeuw van Sint Marcus in het wapen van de handelsvlag met één poot op een boek rust en de andere op de grond houdt, terwijl hij op de oorlogsvlag met de één poot op een boek rust en met de andere het zwaard heft.
Dit wapen is niet het nationale embleem van Italië. Het wapen zoals dat op de oorlogsvlag staat is het embleem van de Marina Militare; de banier daarvan is de Italiaanse geus.

## Ontwerp

Vlag van Italië in de kleuren van 2003-2006

In maart 2003, 207 jaar nadat er voor het eerst een rood-wit-groene vlag in Italië opdook, werden de kleurenspecificaties vastgelegd. Al snel ontstond onvrede over deze kleuren en werden de specificaties veranderd. De huidige specificaties zijn volgens de Pantonecodering:
17-6153 TC    (varengroen)
11-0601 TC    (helderwit)
18-1662 TC    (vlammend scharlakenrood)
De hoogte-breedteverhouding van de vlag is 2:3, waarbij alle drie de banen een derde van de breedte innemen.

## Geschiedenis

### De historische Italiaanse staten
Veel staten in het huidige Italië hebben sinds de middeleeuwen vlaggen gehad, waarvan sommige vandaag de dag nog steeds in gebruik zijn als regionale vlag. Bekende voorbeelden zijn de vlag van Genua met het rode kruis van Sint-Joris op een witte achtergrond en de vlag van de Republiek Venetië met de gevleugelde leeuw van Sint Marcus.

### Voorganger en oorsprong van de nationale vlag

Vlag van de Cispadaanse Republiek (1796-1797)

Vlag van de Transpadaanse Republiek (1796-1797)

Vlag van de Cisalpijnse Republiek (1797-1802)

Het is officieel vastgelegd dat aanhangers van de Franse Revolutie op 21 augustus 1789 in Genua groene, witte en rode kokardes droegen, waarbij ze per ongeluk groen in plaats van blauw gebruikten. Er zijn ook bewijzen dat dergelijke kokardes werden gedragen door de studenten Luigi Zamboni en Giovanni Battista De Rolandis tijdens een opstand tegen de Kerkelijke Staat in Bologna in de herfst van 1794 en dat ze invloed kunnen hebben gehad op de keuze van de kleuren voor de vlag. Volgens andere bronnen was de groene kleur in dat geval toeval. Tijdens de Italiaanse veldtocht van Napoleon Bonaparte steunden veel Italiaanse jakobijnen de revolutionaire troepen omdat ze een einde wilden maken aan het absolutisme in de Italiaanse staten. Veel Italiaanse steden en gemeenten lieten in 1796 de Franse driekleur hijsen. In Milaan werd de kleine stadsmilitie in 1796 voor het eerst een "Nationale Garde" en kort daarna de Legione Lombarda, een militaire eenheid van Napoleons Transpadaanse Republiek, waarvan het 1e cohort op 6 november van dat jaar op het Domplein van Milaan een groene, witte en rode troepenvlag kreeg. De reden voor de kleurencombinatie was, naast de verwijzing naar de Franse driekleur, het groene uniform van deze militie sinds 1782 en de stadskleuren van Milaan: wit en rood. De drie strepen van de vlag waren verticaal. Het werd een model voor andere napoleontische nevenrepublieken in Italië. De Cispadaanse Republiek, die eind 1796 werd opgericht, vormde ook een legioen waarvan de cohorten opnieuw groen-wit-rode vlaggen kregen; het formatiedecreet verwees al naar "Italiaanse nationale kleuren" (art. 8).
Nadat de Cispadaanse Republiek op 27 december 1796 haar grondwet had aangenomen in de hal van de gemeenteraad van Reggio Emilia, werden vervolgens de symbolen van de staat besproken. Op voorstel van de afgevaardigde Giuseppe Compagnoni uit Lugo werd op 7 januari 1797 rond elf uur de groen-wit-rode driekleur aangenomen als vlag van de republiek, maar zonder de verticale of horizontale oriëntatie van de strepen te specificeren; de facto werd toen gekozen voor de horizontale oriëntatie. Voor het eerst werd deze driekleur een nationaal symbool. Daarom is 7 januari nu een nationale herdenkingsdag in Italië, die met name wordt gevierd in het gemeentehuis van Reggio Emilia, bekend als de Sala del Tricolore.
De groen-wit-rode driekleur werd (met de strepen verticaal uitgelijnd) aangenomen door de Cisalpijnse Republiek in 1797. Zowel de Italiaanse Republiek van Napoleon, die in 1802 ontstond, als het Napoleontische Koninkrijk Italië, dat tot 1814 bestond, bleven de kleuren groen, wit en rood gebruiken, maar in een andere rangschikking; de standaard die tegenwoordig door de Italiaanse president wordt gebruikt, is gebaseerd op dit patroon.

? Vlag van de napoleontische Italiaanse Republiek (1802–1805)
? Vlag van het koninkrijk Italië (1805–1814)

Na de Napoleontische tijd verdween de groen-wit-rode driekleur weer als nationaal symbool, maar hij bleef een symbool van verzet tegen de Risorgimento en vooral het symbool van de Italiaanse eenwordingsbeweging. In de loop van de Italiaanse onafhankelijkheidsoorlogen werd de driekleur in 1848 weer opgepakt door het Koninkrijk Sardinië-Piëmont, dat zich in de voorhoede van de Italiaanse eenwordingsbeweging had geplaatst. Het wapen van het koninklijk huis van Savoye, dat vóór 1848 in de linkerbovenhoek van de blauwe vlag van Sardinië-Piëmont stond, werd aan de driekleur toegevoegd als nationale vlag in de centrale verticale witte streep. Deze Savoois blauw leeft vandaag de dag voort in de shirts van Italiaanse nationale teams en in de blauwe sjerpen van Italiaanse officieren.
Tijdens het Italiaanse eenmakingsproces rond 1848 en rond 1860 werden in andere Italiaanse staten soortgelijke driekleuren gemaakt met de respectievelijke staats- of stadswapens op de witte middenstreep, gebaseerd op het patroon van de driekleur met het Savoye-kruis. In 1861 werd de driekleur met het wapen van Savoye de nationale vlag van het Koninkrijk Italië, dat was voortgekomen uit Sardinië-Piëmont. Op 19 juni 1946, kort na de uitroeping van de Republiek, werd het wapen uit de vlag verwijderd. Omdat men echter vreesde voor verwarring op zee met de vlag van Mexico, waarvan de handelsvlag op dat moment geen wapenschild op de witte streep had, werd op 9 november 1947 opnieuw een wapenschild in zowel de marinevlag van de marine als de handelsvlag op zee aangebracht.

? Vlag van de Romeinse Republiek (1849)
? Militaire vlag van de Romeinse Republiek
? Vlag van het Koninkrijk Italië (1861-1946)
? ? Dienstvlag van het Koninkrijk Italië (1861-1946)
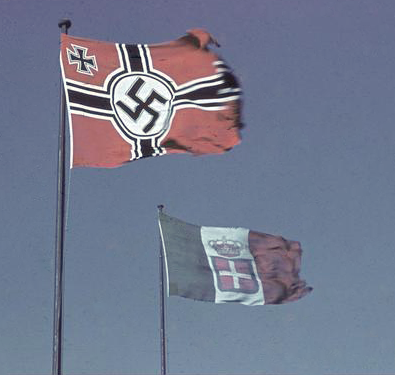
? Kleurenfoto van de dienstvlag samen met de Reichskriegsflagge van nazi-Duitsland (1943)

### De tijd van het fascisme

De zwarte partijvlag van de fascisten werd in verschillende varianten gebruikt van ongeveer 1934 tot 1943.

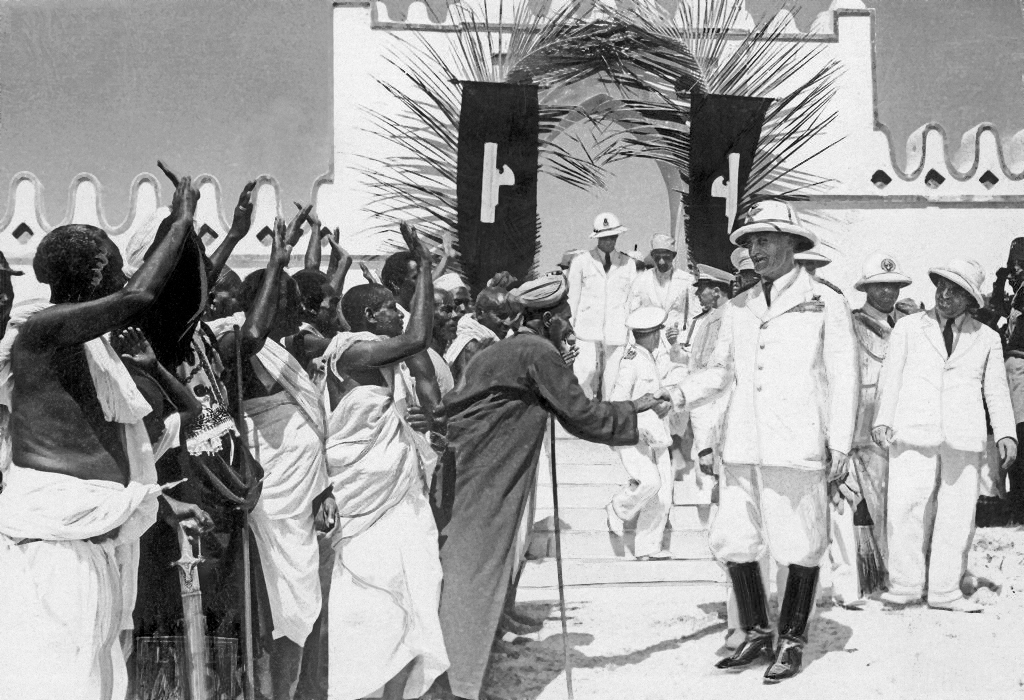
Variant van de vlag van de fascistische partij in Italiaans-Oost-Afrika (1937)

De persoonlijke vlag van Mussolini

Mussolini met Hitler in de auto, voorop met zijn vlag

Na het uitroepen van de fascistische dictatuur onder Benito Mussolini begon Italië - net als in andere eenpartijstelsels zoals nazi-Duitsland of de Sovjet-Unie - de staatssymboliek te harmoniseren met die van de regerende partij. De lictoriaanse bundel (fascio littorio) als partijsymbool van de Italiaanse fascisten werd eind 1926 uitgeroepen tot nationaal embleem van Italië en vanaf 1927 werd het ook toegevoegd aan het Italiaanse nationale wapen.
In het geval van de Italiaanse nationale vlag moest het fascistische regime echter de traditionele symboliek met het kruiswapen van de Savoie-dynastie behouden. In tegenstelling tot de NSDAP in Duitsland, die van haar partijvlag uiteindelijk de enige Duitse nationale vlag maakte, verhinderden de sterke monarchistische kringen in Italië de toevoeging van de lictoriaanse bundel aan de Italiaanse driekleur. In plaats daarvan hief het fascistische regime uiterlijk vanaf oktober 1934 naast de Italiaanse nationale vlag een "Zwarte Vlag van het fascisme" (il drappo nero del fascismo) op, een zwarte vlag met een gouden lictorbundel erop, die door de fascisten in verschillende aanpassingen als partijvlag werd gebruikt.
De zwarte wimpels van de fascistische militie en andere fascistische organisaties werden ook publiekelijk gebruikt. Mussolini's persoonlijke vlaggen als "Duce" en de secretaris-generaal van de fascistische partij werden ook symbolisch uitgebuit, vooral bij massa-evenementen. De afbeelding van de bundel van de lictors drong zo door in het dagelijks leven in de Italiaanse samenleving. In tegenstelling tot het nationaalsocialistische Duitsland waren afbeeldingen van de lictoriaanse bundel echter maar zelden te zien in tijdschriften in het fascistische Italië. De reden hiervoor wordt toegeschreven aan de verschillende grafische effectiviteit van de twee symbolen: in tegenstelling tot het hakenkruis, dat geschikt was voor visualisaties op vlaggen en standaarden vanwege de sterk gestileerde vorm en het gebruik van kleurcontrasten, was de lictoriaanse bundel eerder delicaat en complex in zijn afbeelding en was hij over het algemeen veel minder leesbaar in zwart-witfoto's dan het symbool van het Duitse nationaalsocialisme.

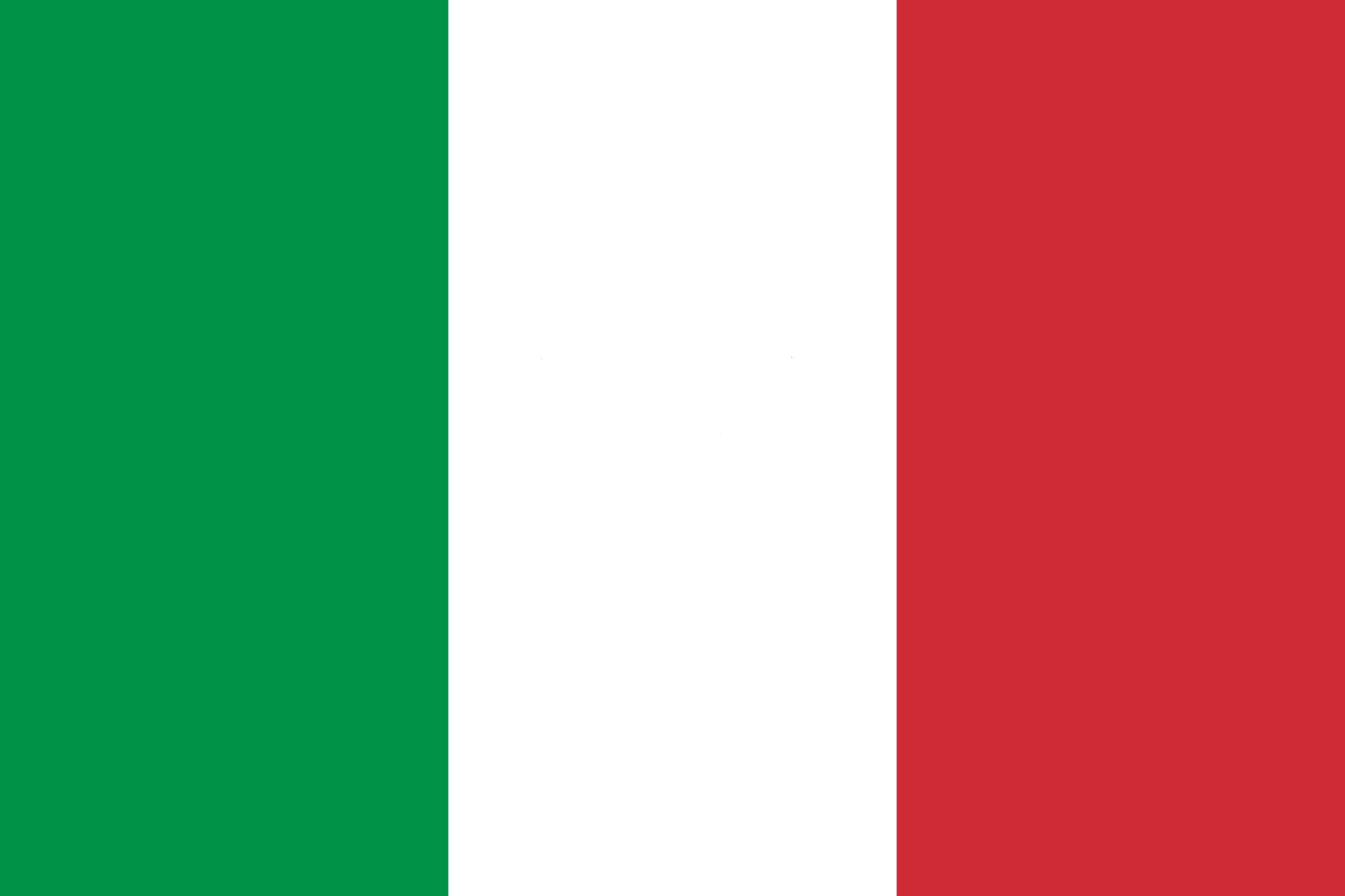
Staatsvlag van de Italiaanse Sociale Republiek (1944-1945)

De Italiaanse Sociale Republiek (kortweg RSI, ook bekend als de Republiek van Salò), die bestond van 1943 tot 1945, probeerde onmiddellijk de banden met de Italiaanse monarchie te verbreken. Hoewel het republikeins-fascistische regime ook de driekleur behield, werd het koninklijke wapen van Savoye meteen na de vorming van de regering in de herfst van 1943 uit de vlaggen van de RSI geknipt en met witte stof opgelapt. De officiële regeling van de vlaggen van de Sociale Republiek volgde pas aan het begin van het volgende jaar: Mussolini's decreet van 28 januari 1944, dat op 6 mei 1944 in het staatsblad werd gepubliceerd, wees de eenvoudige groen-wit-rode driekleur aan als de vlag van de Sociale Republiek:

De vlag van de Italiaanse Sociale Republiek bestaat uit een rechthoekig doek afgewisseld met een groene, een witte en een rode mast, de groene mast bekroond door een republikeinse fasces. Het vaandel moet twee derde van de breedte beslaan en de drie kleuren moeten in de bovengenoemde volgorde en in gelijke delen worden verdeeld.
— Mussolini's decreet van 28 januari 1944, gepubliceerd in de Gazzetta Ufficiale d'Italia op 6 mei 1944

Oorlogsvlag van de Italiaanse Sociale Republiek (1944–1945)

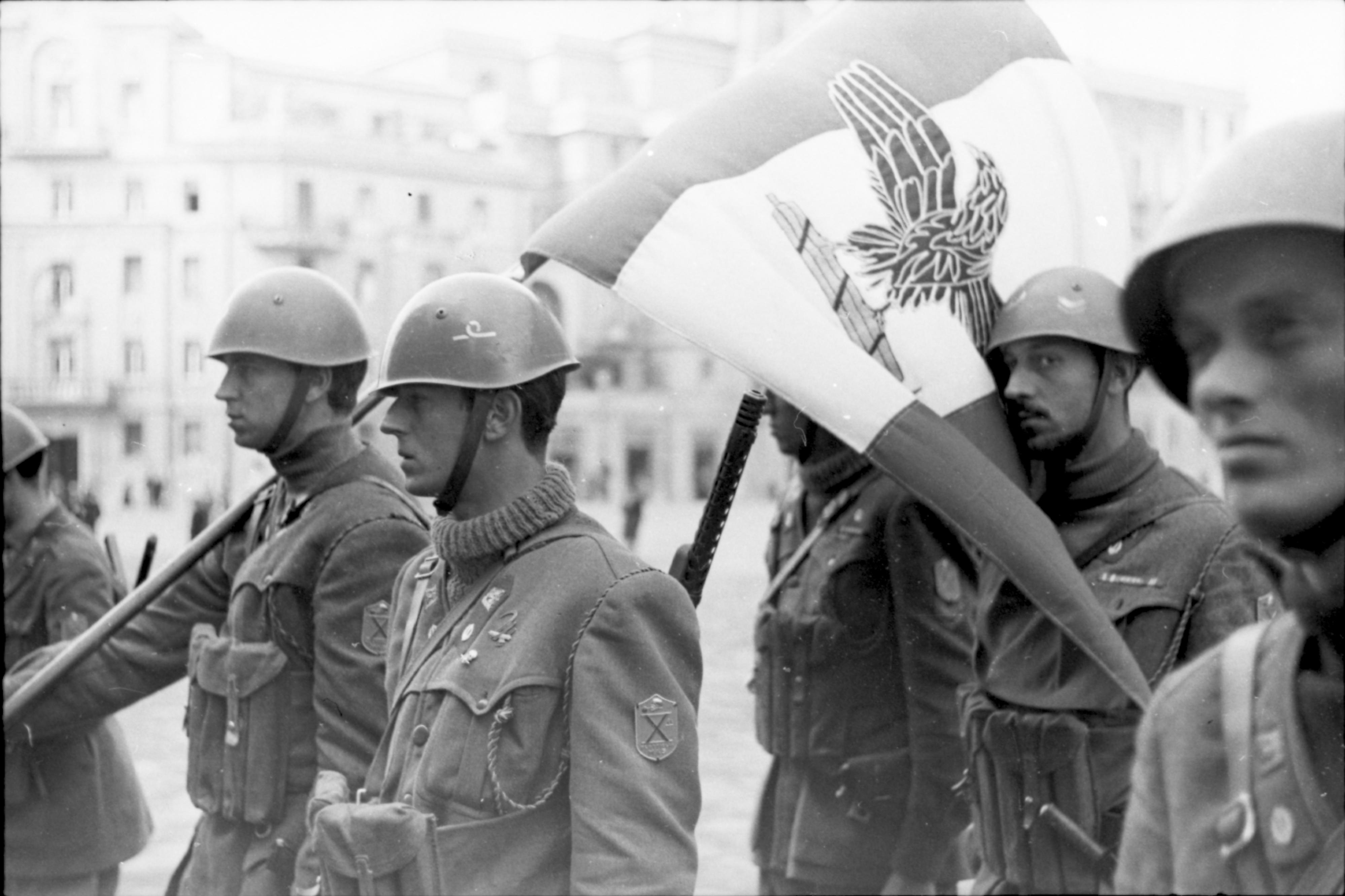
Variant van de oorlogsvlag die afwijkt van de officiële vorm (1944)

Tegelijkertijd voerde het RSI-regime ook zijn eigen strijdvlag (bandiera di combattimento) of oorlogsvlag (bandiera di guerra) in, waarin een zwarte legionaire adelaar met een horizontaal uitgelijnde, republikeinse stavenbundel met een bijl (fascio repubblicano) in zijn klauwen aan de driekleur werd toegevoegd:

De strijdvlag van de strijdkrachten toont een zwarte adelaar met gespreide vleugels rustend op een horizontaal gerangschikte Republikeinse fasces met een bijl, zoals weergegeven in de tabel bij dit decreet. Het vaandel moet één meter hoog en 1,50 meter lang zijn.
— Mussolini's decreet van 28 januari 1944, gepubliceerd in de Gazzetta Ufficiale d'Italia op 6 mei 1944

In de praktijk hadden de adelaars die op de slagvlag werden gebruikt echter meestal een andere vorm en grootte dan die op het wetboek. Dit was voornamelijk te wijten aan het gebrek aan grondstoffen en nauwkeurige maattekeningen. Hedendaagse filmbeelden tonen min of meer gestileerde "adelaars" in een formaat dat de zijkleuren van de driekleur niet raakt, maar ook meer uitgewerkte "adelaars" met borduurwerk van witte draad dat het verenkleed, de contouren, enz. benadrukt. In feite waren er zelden zelfs twee volledig identieke voorbeelden.
De oorlogsvlag van de RSI is tegenwoordig bij wet verboden in Italië. Omdat hij diende als banier van de beruchte Zwarte Brigades en andere Italiaanse eenheden die aan Duitse zijde vochten, symboliseert hij de collaboratie van de RSI-fascisten met het "Derde Rijk", hun betrokkenheid bij de Holocaust en de oorlogsmisdrijven die het RSI-regime beging tegen de eigen Italiaanse burgerbevolking. In de Italiaanse neofascistische scene (bijv. Forza Nuova, Casa Pound) is de oorlogsvlag van de RSI echter nog steeds in gebruik - samen met de Zwarte Vlag van het Fascisme. De Amerikaanse Anti-Defamation League (ADL) heeft een toenemende adoptie van symbolen van het Italiaanse fascisme door rechts-extremisten (bijv. Patriot Front) in de Verenigde Staten sinds de jaren 2000 waargenomen. De ADL vermoedt dat dit een gerichte strategie is van blanke suprematiegroepen, omdat de fascistische lictorbundel enerzijds een symbool is met minder negatieve connotaties dan het nationaalsocialistische hakenkruis, en rechts-extremisten anderzijds ook zouden kunnen verwijzen naar het feit dat de lictorbundel wordt gebruikt door Amerikaanse overheidsinstellingen.

### Musea
In Reggio Emilia bevindt het Museo del Tricolore zich in het gemeentehuis naast de gemeenteraadszaal (Sala del Tricolore). Militaire vlaggen van ontbonden militaire eenheden en marinevlaggen van ontmantelde oorlogsschepen worden tentoongesteld in de Vittoriano in Rome (Sacrario delle Bandiere).

### Afbeeldingen

Italiaans Regentschap Carnaro 1919-1920
1920-1924

Republiek Genua 11e eeuw - 1797
Ligurische Republiek 1797-1805
Hertogdom Genua 1815-1848

Republiek Lucca 1125-1799
Republiek Lucca 1799-1801
Republiek Lucca 1801-1805
Vorstendom Lucca en Piombino 1805-1815
Hertogdom Lucca 1815-1818
Hertogdom Lucca 1818-1824
Hertogdom Lucca 1824-1847

Heerlijkheid Milaan 1257-1395
Hertogdom Milaan 1395-1447
Ambrosiaanse Republiek 1447-1450
Hertogdom Milaan 1450-1499
Frans Milaan 1499-1526
Hertogdom Milaan 1526-1796

1282-1442
1442-1516
1516-1714
1714-1734
1735-1806
1806-1808
1808-1811
1811-1815
1815-1816

1799

1720-1785
1785-1802
1802-1814
1814-1816
1816-1848
1848-1861

Graafschap Savoye 1003-1416
Hertogdom Savoye 1416-1792, 1814-1860

1258-1266
1266-1282
1282-1296
1296-17e eeuw
17e eeuw-1816
1848-1849

1659-1797
1848-1849

Republiek Alba 1796-1801
Republiek Alba variant, 1796-1801
Republiek Amalfi 958-1073
Republiek Ancona 1174-1532
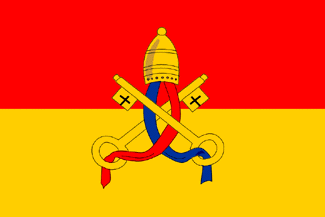
Markgraafschap Ancona 1532-1798
Napoleontische Republiek Ancona 1797-1798
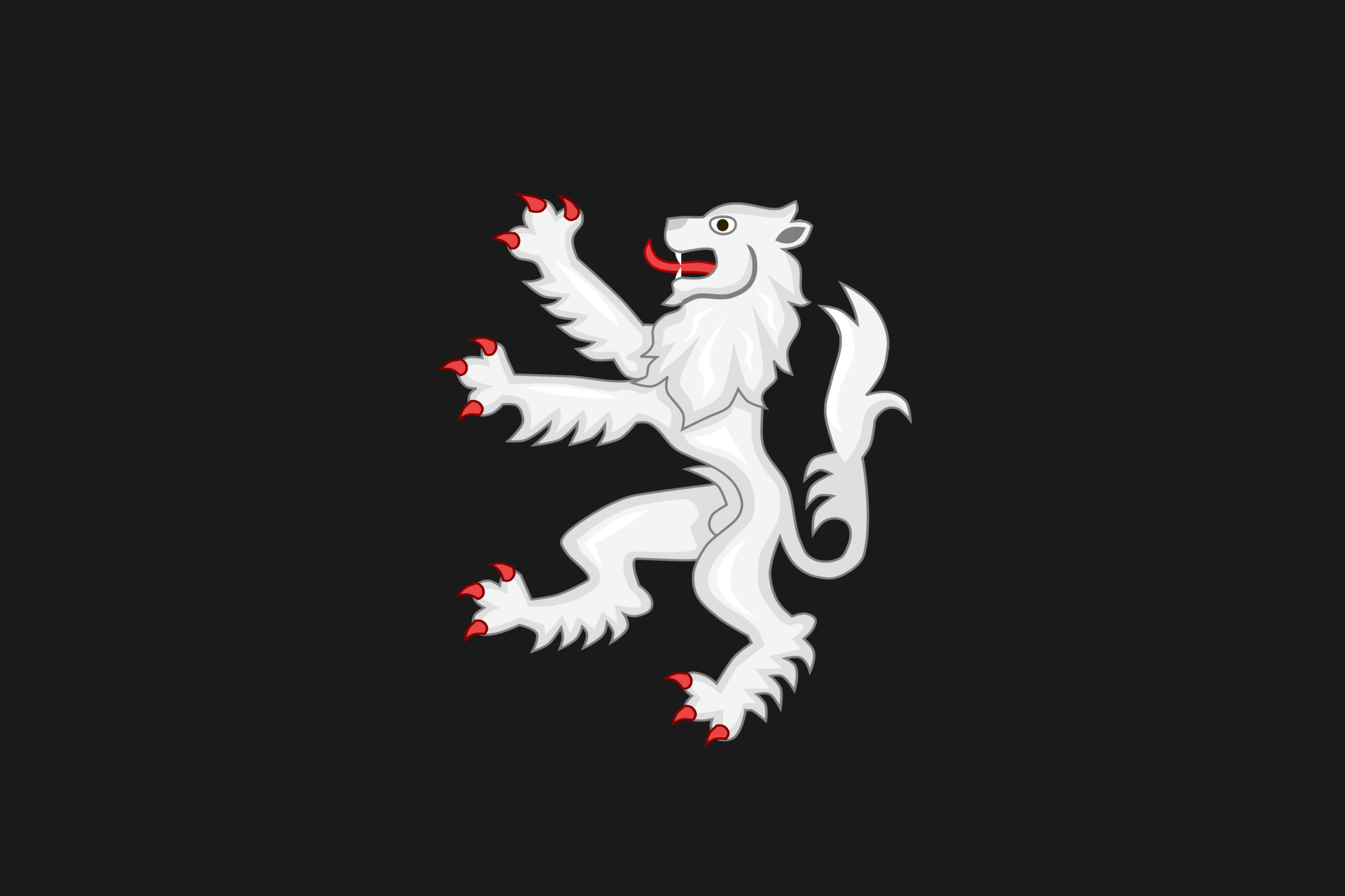
Hertogdom Aosta 11e eeuw-1766
Republiek Cospaia 1440-1826
Republiek Crema 1797
Vorstendom Elba 1814-1815
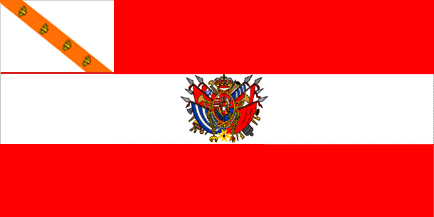
Elba als deel van Toscane 1815-1830
Hertogdom Ferrara 1264-1471
Hertogdom Ferrara 1471-1597
Hertogdom Florence 1531-1569
Florentijnse Republiek 1115-1569
Friuli 1334-1433
Graafschap Gorizia 1127-1474
Graafschap Görz en Gradisca 1849-1918
Koninkrijk Illyrië 1816-1849
Markgraafschap Istrië 1849-1918
Koninkrijk Italië 774-962
Hertogdom Karinthië 976-1918
Küstenland 1849-1918
Koninkrijk Lombardije-Venetië 1815-1866
Hertogdom Massa en Carrara 1790-1796, 1814-1829
Hertogdom Modena en Reggio 1452-1796, 1814-1859
Markgraafschap Montferrat 967-1573
Hertogdom Montferrat 1573-1708
Piëmontese Republiek 1798-1799
Vorstendom Piombino 1399-1628
Vorstendom Piombino 1628-1805
Republiek Pisa 1162-1406
Republiek Pisa 13e eeuw-1406
Romeinse Republiek 1798-1799
Markgraafschap Saluzzo 1142-1548
Republiek Siena ca. 1246 - 13e eeuw
Republiek Siena 13e eeuw - 1555
Prinsbisdom Trente 1027-1796
Prinsbisdom Trente 1801-1803
Vrije rijksstad Triëst 1382-1918
Vrije zone Triëst 1947-1954 (1977)
Hertogdom Urbino 1443-1631
Markgraafschap Verona 945-12e eeuw

Vlaggen met de Italiaanse driekleur:

Vlag van de Transpadaanse Republiek, 1796-1797
Cispadaanse Republiek 1796-1797
Vlag van de Cisalpijnse Republiek, 1797-1798
Vlag van de Cisalpijnse Republiek, 1798-1802
Vlag van de napoleontische Italiaanse Republiek, 1802-1805
Vlag van het koninkrijk Italië, 1805-1814
Vlag van de Vrije steden Menton en Roccabruna, 1848-1849
Vlag van de Romeinse Republiek, 1849
Militaire vlag van de Romeinse Republiek, 1849
Vlag van het Koninkrijk Italië, 1861-1946
Vlag van het Koninkrijk Italië (met kroon), 1861-1946
Vlag van de Italiaanse Sociale Republiek, 1943-1945
Vlag van het Nationaal Bevrijdingscomité, 1943-1945
Vlag van de Republiek Italië, sinds 1946

Koninkrijk Etrurië

1801-1807
Handelsvlag, 1801-1807

Vrijstaat Fiume
- Italiaans Regentschap Carnaro
1919-1920
- 1920-1924

Genua
- Republiek Genua
11e eeuw - 1797
- Ligurische Republiek
1797-1805
- Hertogdom Genua
1815-1848

Kerkelijke Staat

754-1803
1803-1825
1808-1870
1825-1849, 1849-1870

Lucca
- Republiek Lucca
1125-1799
- Republiek Lucca
1799-1801
- Republiek Lucca
1801-1805
- Vorstendom Lucca en Piombino
1805-1815
- Hertogdom Lucca
1815-1818
- Hertogdom Lucca
1818-1824
- Hertogdom Lucca
1824-1847

Milaan
- Heerlijkheid Milaan
1257-1395
- Hertogdom Milaan
1395-1447
- Ambrosiaanse Republiek
1447-1450
- Hertogdom Milaan
1450-1499
- Frans Milaan
1499-1526
- Hertogdom Milaan
1526-1796

Koninkrijk Napels
- 1282-1442
- 1442-1516
- 1516-1714
- 1714-1734
- 1735-1806
- 1806-1808
- 1808-1811
- 1811-1815
- 1815-1816

Hertogdom Parma en Piacenza

1545-1731
1815-1847
Handelsvlag, 1815-1847
1848-1849
1850-1851
1851-1859
Handelsvlag, 1851-1859

Parthenopeïsche Republiek
- 1799

Koninkrijk Sardinië
- 1720-1785
- 1785-1802
- 1802-1814
- 1814-1816
- 1816-1848
- 1848-1861

Savoye
- Graafschap Savoye
1003-1416
- Hertogdom Savoye
1416-1792, 1814-1860

Koninkrijk Sicilië
- 1258-1266
- 1266-1282
- 1282-1296
- 1296-17e eeuw
- 17e eeuw-1816
- 1848-1849

Koninkrijk der Beide Siciliën

1738-1848
1848-1849
1849-1860
1860-1861
Koninklijke vlag, 1829-1861

Tirol

Graafschap Tirol 1140-1804
Vorstelijk graafschap Tirol en land Vorarlberg 1815-1918

Groothertogdom Toscane

1532-1737
1737-1749
1749-1765
1765-1800, 1815-1848, 1849-1860
1848-1849

Republiek Venetië
- 1659-1797
- 1848-1849

Overig
- Republiek Alba
1796-1801
- Republiek Alba
variant, 1796-1801
- Republiek Amalfi
958-1073
- Republiek Ancona
1174-1532
- Markgraafschap Ancona
1532-1798
- Napoleontische Republiek Ancona
1797-1798
- Hertogdom Aosta
11e eeuw-1766
- Republiek Cospaia
1440-1826
- Republiek Crema
1797
- Vorstendom Elba
1814-1815
- Elba als deel van Toscane
1815-1830
- Hertogdom Ferrara
1264-1471
- Hertogdom Ferrara
1471-1597
- Hertogdom Florence
1531-1569
- Florentijnse Republiek
1115-1569
- Friuli
1334-1433
- Graafschap Gorizia
1127-1474
- Graafschap Görz en Gradisca
1849-1918
- Koninkrijk Illyrië
1816-1849
- Markgraafschap Istrië
1849-1918
- Koninkrijk Italië
774-962
- Hertogdom Karinthië
976-1918
- Küstenland
1849-1918
- Koninkrijk Lombardije-Venetië
1815-1866
- Hertogdom Massa en Carrara
1790-1796, 1814-1829
- Hertogdom Modena en Reggio
1452-1796, 1814-1859
- Markgraafschap Montferrat
967-1573
- Hertogdom Montferrat
1573-1708
- Piëmontese Republiek
1798-1799
- Vorstendom Piombino
1399-1628
- Vorstendom Piombino
1628-1805
- Republiek Pisa
1162-1406
- Republiek Pisa
13e eeuw-1406
- Romeinse Republiek
1798-1799
- Markgraafschap Saluzzo
1142-1548
- Republiek Siena
ca. 1246 - 13e eeuw
- Republiek Siena
13e eeuw - 1555
- Prinsbisdom Trente
1027-1796
- Prinsbisdom Trente
1801-1803
- Vrije rijksstad Triëst
1382-1918
- Vrije zone Triëst
1947-1954 (1977)
- Hertogdom Urbino
1443-1631
- Markgraafschap Verona
945-12e eeuw

## Opvouwen van de vlag
Er is een precieze manier om de driekleur correct te vouwen, door rekening te houden met de drie verticale banen waaruit de vlag is opgebouwd.
De vlag moet worden gevouwen volgens de grenzen van de kleurenbanen: eerst moet de rode baan en dan de groene baan over de witte baan worden gevouwen zodat alleen de laatste twee kleuren zichtbaar zijn; pas daarna moet de vlag verder worden gevouwen om het rood en wit volledig te bedekken met groen - de enige kleur die zichtbaar moet zijn op het moment dat het doek wordt gesloten.

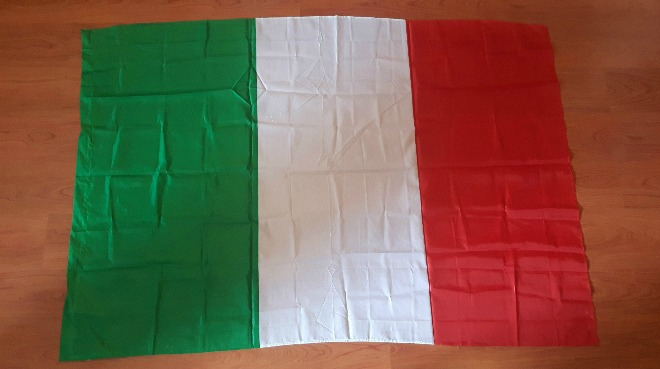
Begin
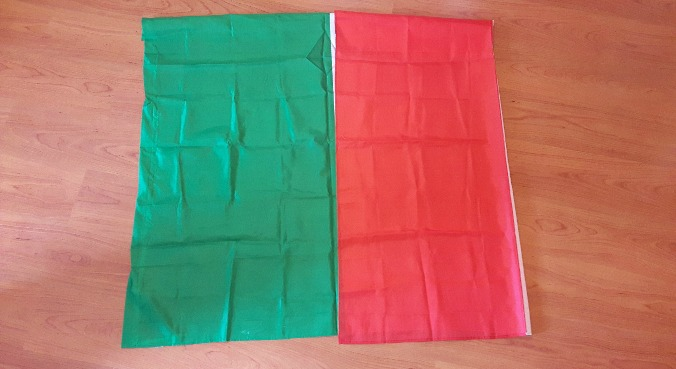
Stap 1
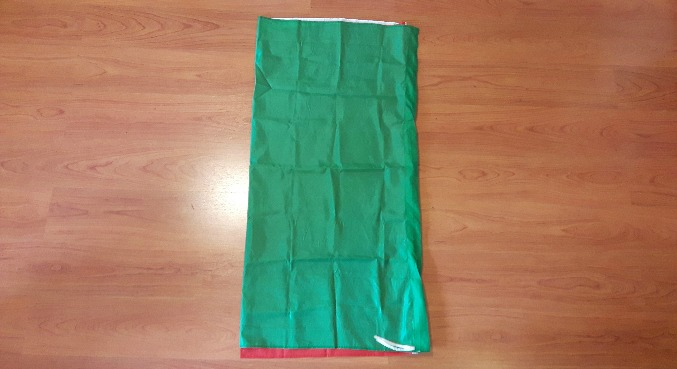
Stap 2
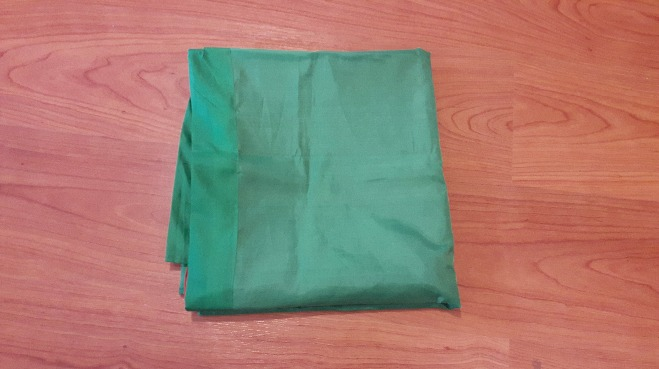
Stap 3